# 棘蓋鋸鱗魚
棘蓋鋸鱗魚為輻鰭魚綱金眼鯛目金鱗魚亞目金鱗魚科的其中一種，分布於西大西洋區，從美國南卡羅來納州至巴西海域；東大西洋的聖赫勒拿島海域，棲息深度45-275公尺，體長可達20公分，棲息在礁石區。